# Clermont-Pouyguillès
Pour les articles homonymes, voir Clermont.
Clermont-Pouyguillès (Claramon Poiet en gascon) est une commune française située dans le sud du département du Gers en région Occitanie. Sur le plan historique et culturel, la commune est dans le pays d'Astarac, un territoire du sud gersois très vallonné, au sol argileux, qui longe le plateau de Lannemezan.
Exposée à un climat océanique altéré, elle est drainée par, le Sousson, le Cédon et par divers autres petits cours d'eau. La commune possède un patrimoine naturel remarquable composé de deux zones naturelles d'intérêt écologique, faunistique et floristique.
Clermont-Pouyguillès est une commune rurale qui compte 159 habitants en 2022, après avoir connu un pic de population de 440 habitants en 1856.  Elle fait partie de l'aire d'attraction d'Auch. Ses habitants sont appelés les Clermontois ou  Clermontoises.

## Géographie

### Localisation
Clermont-Pouyguillès est une commune de Gascogne en Astarac située sur le Cédon et le Sousson.

### Communes limitrophes
Les communes limitrophes sont  Labarthe, Loubersan, Lourties-Monbrun, Moncassin, Saint-Arroman, Saint-Médard et Seissan.
|              | Loubersan            | Seissan          |
| Saint-Médard | Clermont-Pouyguillès | Labarthe         |
| Moncassin    | Saint-Arroman        | Lourties-Monbrun |

### Géologie et relief
Clermont-Pouyguillès se situe en zone de sismicité 2 (sismicité faible).

### Hydrographie

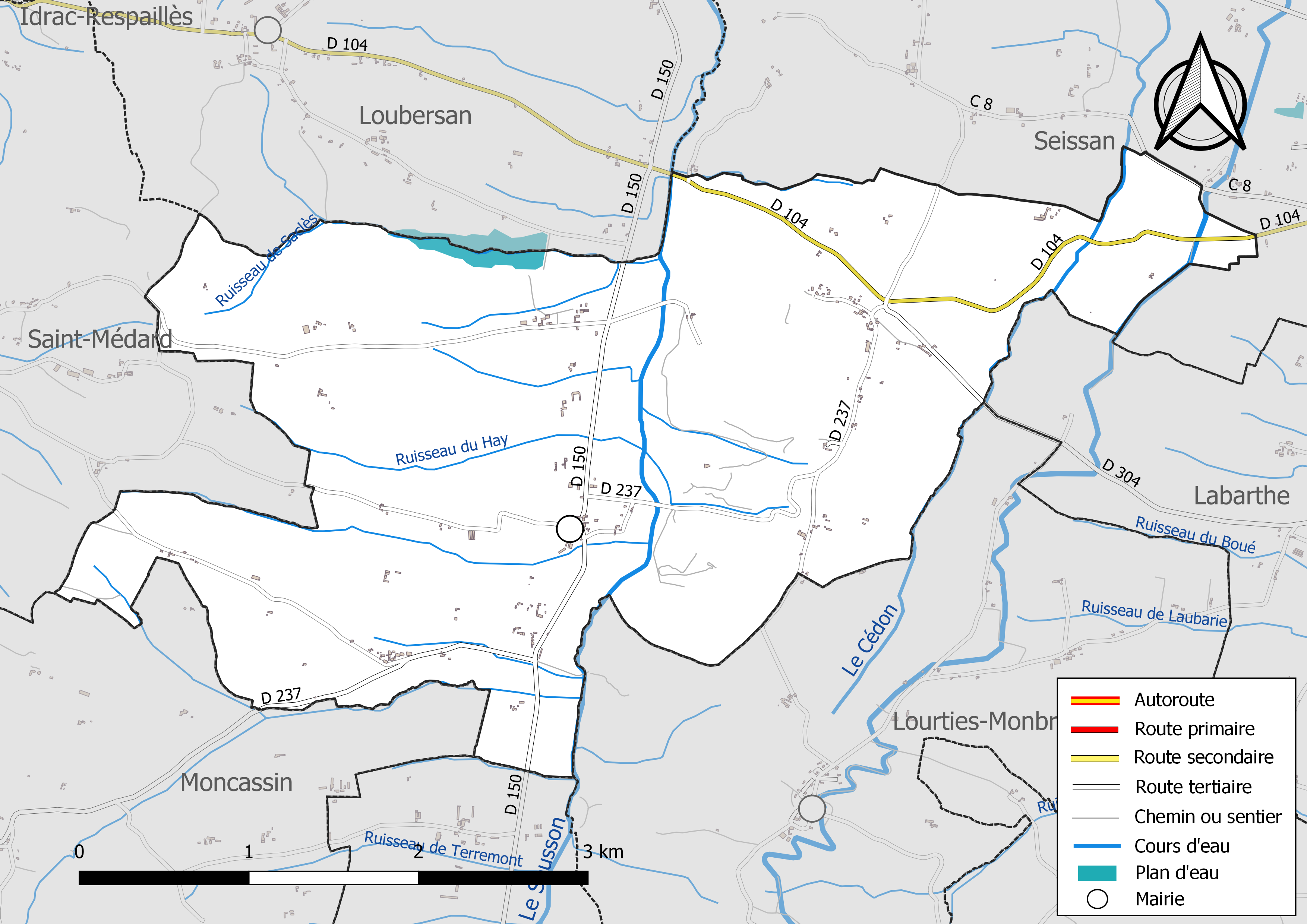
Réseaux hydrographique et routier de Clermont-Pouyguillès.

La commune est dans le bassin de la Garonne, au sein du bassin hydrographique Adour-Garonne. Elle est drainée par le Sousson, le Cédon, le ruisseau de Saclès, le ruisseau du Galinon le ruisseau du Hay et par divers petits cours d'eau, qui constituent un réseau hydrographique de 20 km de longueur totale,.
Le Sousson, d'une longueur totale de 33,8 km, prend sa source dans la commune d'Aujan-Mournède et s'écoule vers le nord. Il traverse la commune et se jette dans le Gers à Auch, après avoir traversé 15 communes.

### Climat
Pour des articles plus généraux, voir Climat de l'Occitanie et Climat du Gers.
En 2010, le climat de la commune est de type climat océanique altéré, selon une étude s'appuyant sur une série de données couvrant la période 1971-2000. En 2020, Météo-France publie une typologie des climats de la France métropolitaine dans laquelle la commune est toujours exposée à un climat océanique altéré et est dans la région climatique Aquitaine, Gascogne, caractérisée par une pluviométrie abondante au printemps, modérée en automne, un faible ensoleillement au printemps, un été chaud (19,5 °C), des vents faibles, des brouillards fréquents en automne et en hiver et des orages fréquents en été (15 à 20 jours).
Pour la période 1971-2000, la température annuelle moyenne est de 13,2 °C, avec une amplitude thermique annuelle de 15,1 °C. Le cumul annuel moyen de précipitations est de 786 mm, avec 10,4 jours de précipitations en janvier et 6,3 jours en juillet. Pour la période 1991-2020, la température moyenne annuelle observée sur la station météorologique la plus proche, située sur la commune de Mirande à 11 km à vol d'oiseau, est de 13,6 °C et le cumul annuel moyen de précipitations est de 818,5 mm,. Pour l'avenir, les paramètres climatiques de la commune estimés pour 2050 selon différents scénarios d'émission de gaz à effet de serre sont consultables sur un site dédié publié par Météo-France en novembre 2022.

### Milieux naturels et biodiversité
L’inventaire des zones naturelles d'intérêt écologique, faunistique et floristique (ZNIEFF) a pour objectif de réaliser une couverture des zones les plus intéressantes sur le plan écologique, essentiellement dans la perspective d’améliorer la connaissance du patrimoine naturel national et de fournir aux différents décideurs un outil d’aide à la prise en compte de l’environnement dans l’aménagement du territoire.
Une ZNIEFF de type 1 est recensée sur la commune :
les « coteaux du Sousson » (772 ha), couvrant 6 communes du département et une ZNIEFF de type 2, : 
les « coteaux du Sousson de Samaran à Pavie » (2 695 ha), couvrant 14 communes du département.

Carte des ZNIEFF de type 1 et 2 à Clermont-Pouyguillès.
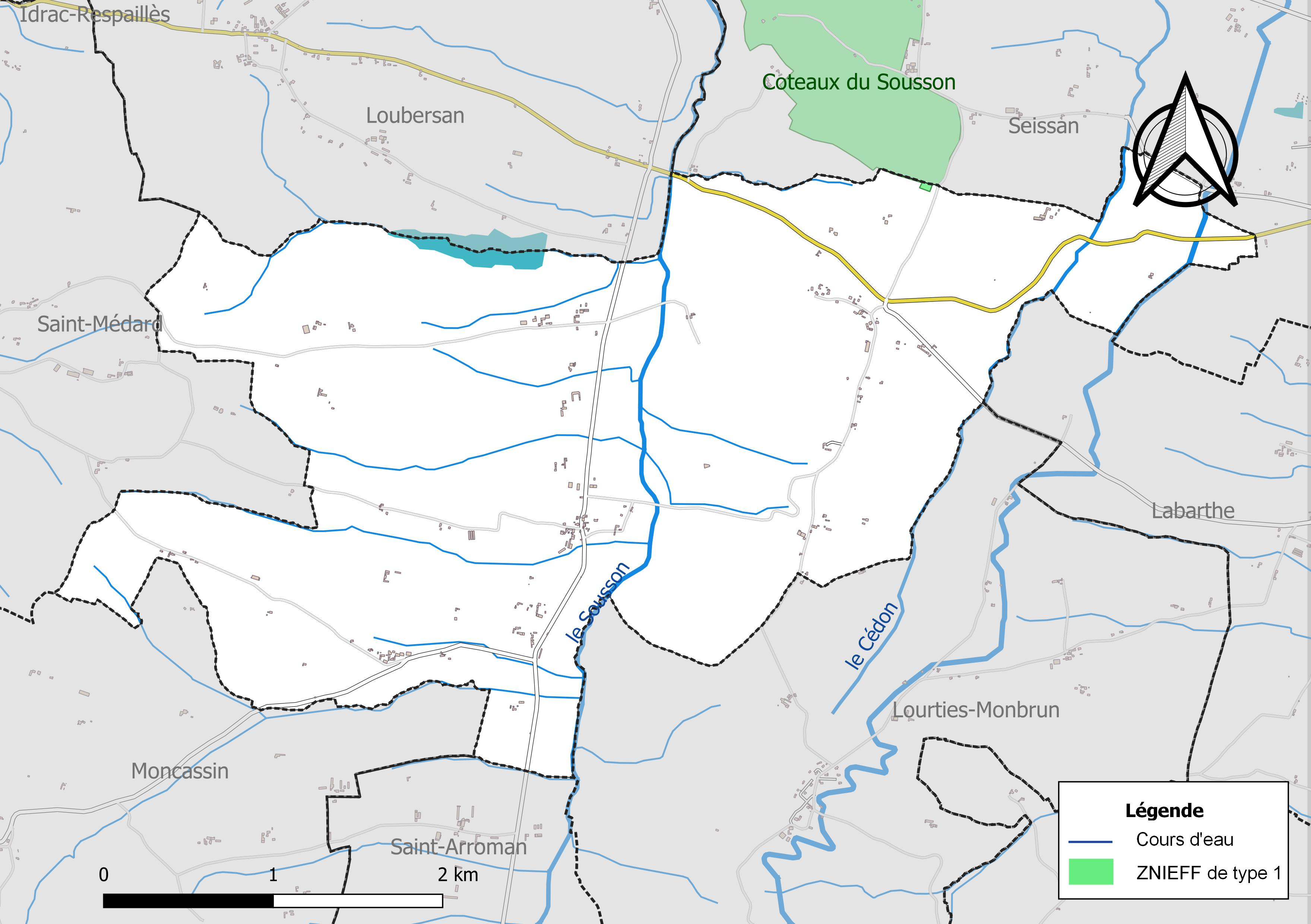
Carte de la ZNIEFF de type 1 sur la commune.
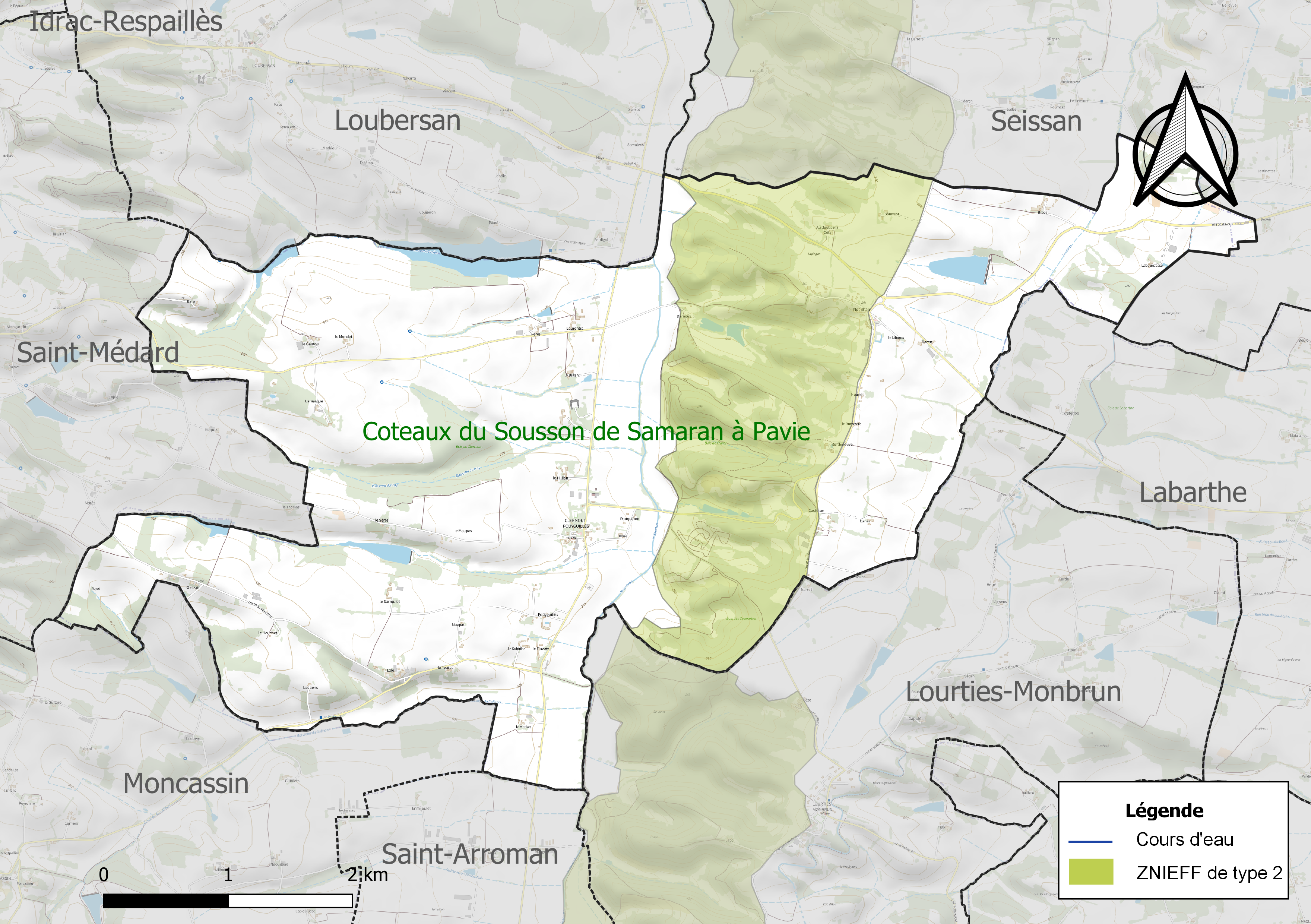
Carte de la ZNIEFF de type 2 sur la commune.

## Urbanisme

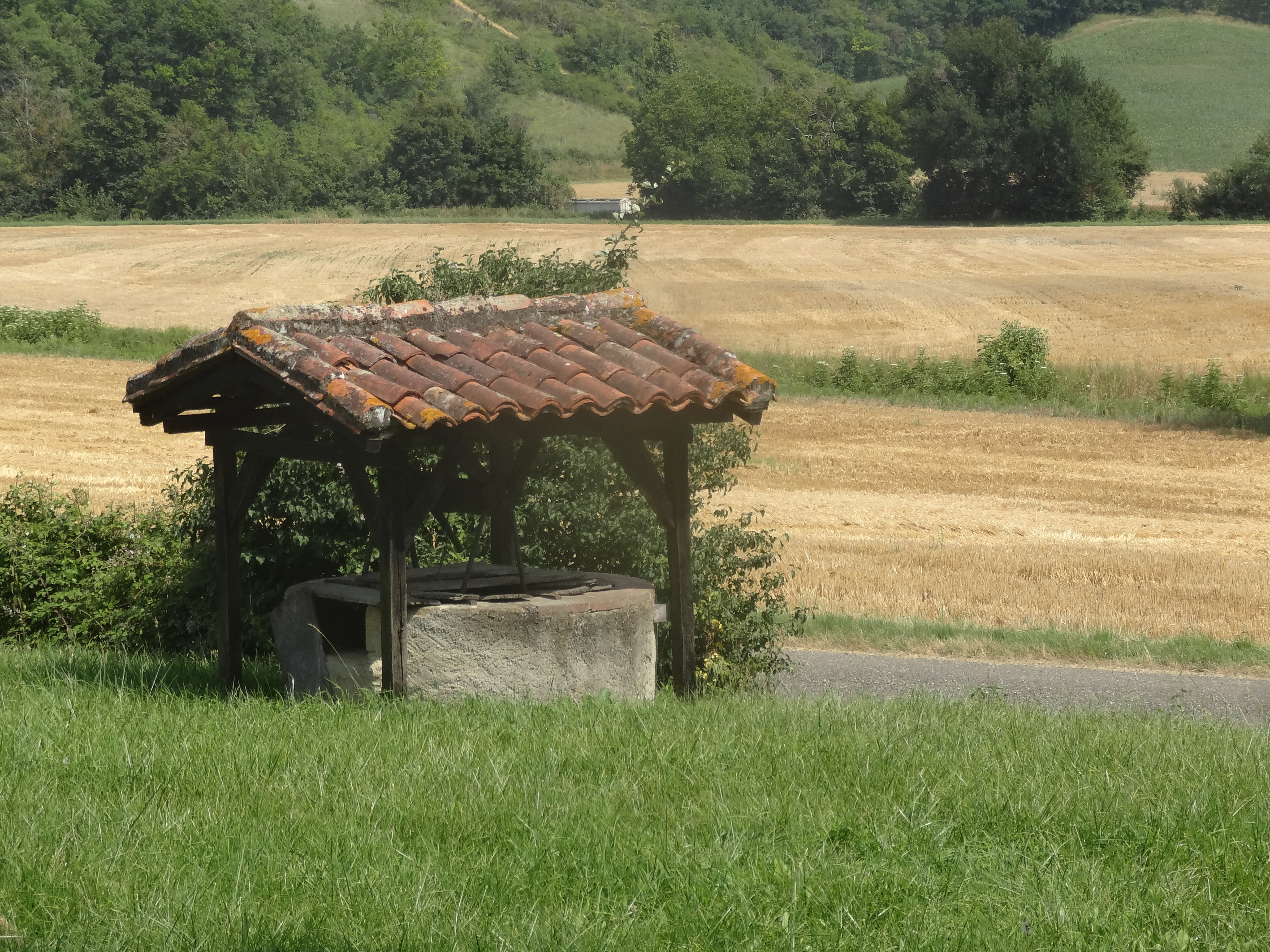
Puits situé en bordure de village. La commune s'inscrit dans un cadre rural.

### Typologie
Au 1er janvier 2024, Clermont-Pouyguillès est catégorisée commune rurale à habitat très dispersé, selon la nouvelle grille communale de densité à sept niveaux définie par l'Insee en 2022.
Elle est située hors unité urbaine. Par ailleurs la commune fait partie de l'aire d'attraction d'Auch, dont elle est une commune de la couronne,. Cette aire, qui regroupe 112 communes, est catégorisée dans les aires de 50 000 à moins de 200 000 habitants,.

### Occupation des sols
L'occupation des sols de la commune, telle qu'elle ressort de la base de données européenne d’occupation biophysique des sols Corine Land Cover (CLC), est marquée par l'importance des territoires agricoles (80,3 % en 2018), une proportion sensiblement équivalente à celle de 1990 (80 %). La répartition détaillée en 2018 est la suivante : 
terres arables (50,2 %), zones agricoles hétérogènes (30 %), forêts (15 %), milieux à végétation arbustive et/ou herbacée (4,7 %). L'évolution de l’occupation des sols de la commune et de ses infrastructures peut être observée sur les différentes représentations cartographiques du territoire : la carte de Cassini (XVIIIe siècle), la carte d'état-major (1820-1866) et les cartes ou photos aériennes de l'IGN pour la période actuelle (1950 à aujourd'hui).

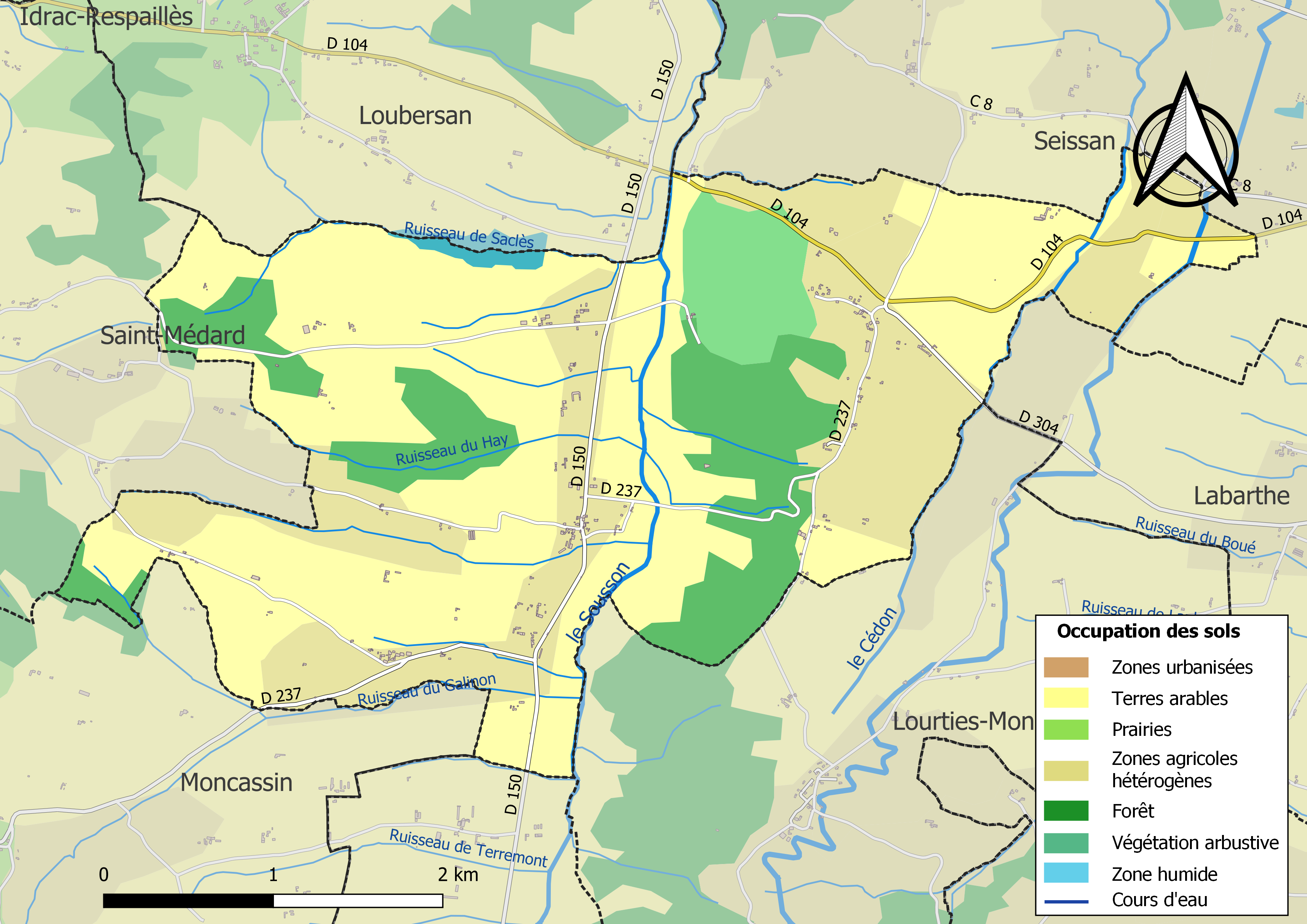
Carte des infrastructures et de l'occupation des sols de la commune en 2018 (CLC).

### Voies de communication et transports

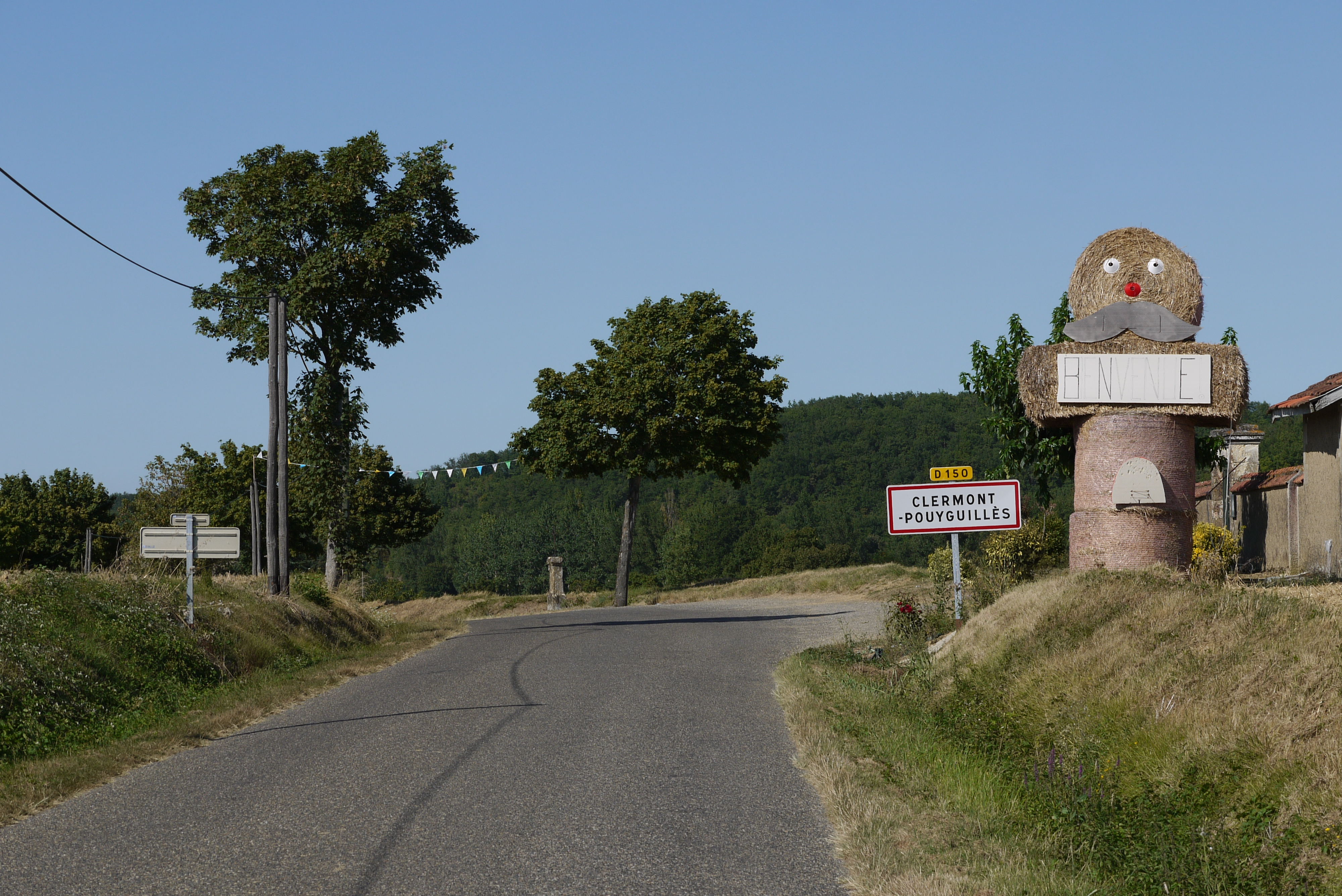
Entrée sud de Clermont-Pouyguillès sur la D150.

### Risques majeurs
Le territoire de la commune de Clermont-Pouyguillès est vulnérable à différents aléas naturels : météorologiques (tempête, orage, neige, grand froid, canicule ou sécheresse) et séisme (sismicité faible). Un site publié par le BRGM permet d'évaluer simplement et rapidement les risques d'un bien localisé soit par son adresse soit par le numéro de sa parcelle.

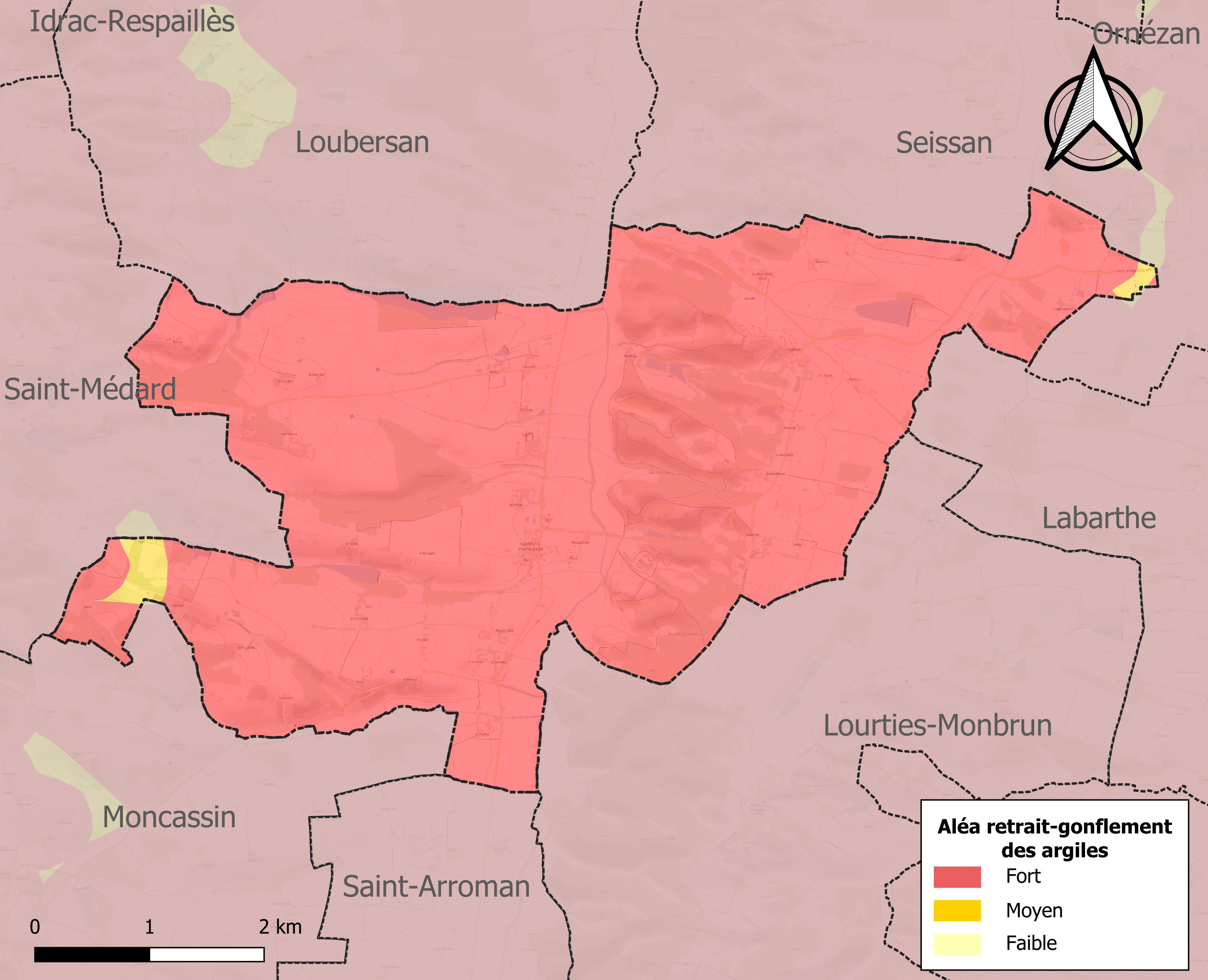
Carte des zones d'aléa retrait-gonflement des sols argileux de Clermont-Pouyguillès.

Le retrait-gonflement des sols argileux est susceptible d'engendrer des dommages importants aux bâtiments en cas d’alternance de périodes de sécheresse et de pluie. La totalité de la commune est en aléa moyen ou fort (94,5 % au niveau départemental et 48,5 % au niveau national). Sur les 89 bâtiments dénombrés sur la commune en 2019, 89 sont en aléa moyen ou fort, soit 100 %, à comparer aux 93 % au niveau départemental et 54 % au niveau national. Une cartographie de l'exposition du territoire national au retrait gonflement des sols argileux est disponible sur le site du BRGM,.
Par ailleurs, afin de mieux appréhender le risque d’affaissement de terrain, l'inventaire national des cavités souterraines permet de localiser celles situées sur la commune.
La commune a été reconnue en état de catastrophe naturelle au titre des dommages causés par les inondations et coulées de boue survenues en 1999, 2009, 2014 et 2018. Concernant les mouvements de terrains, la commune a été reconnue en état de catastrophe naturelle au titre des dommages causés par la sécheresse en 1989 et 2016 et par des mouvements de terrain en 1999.

## Politique et administration

### Liste des maires

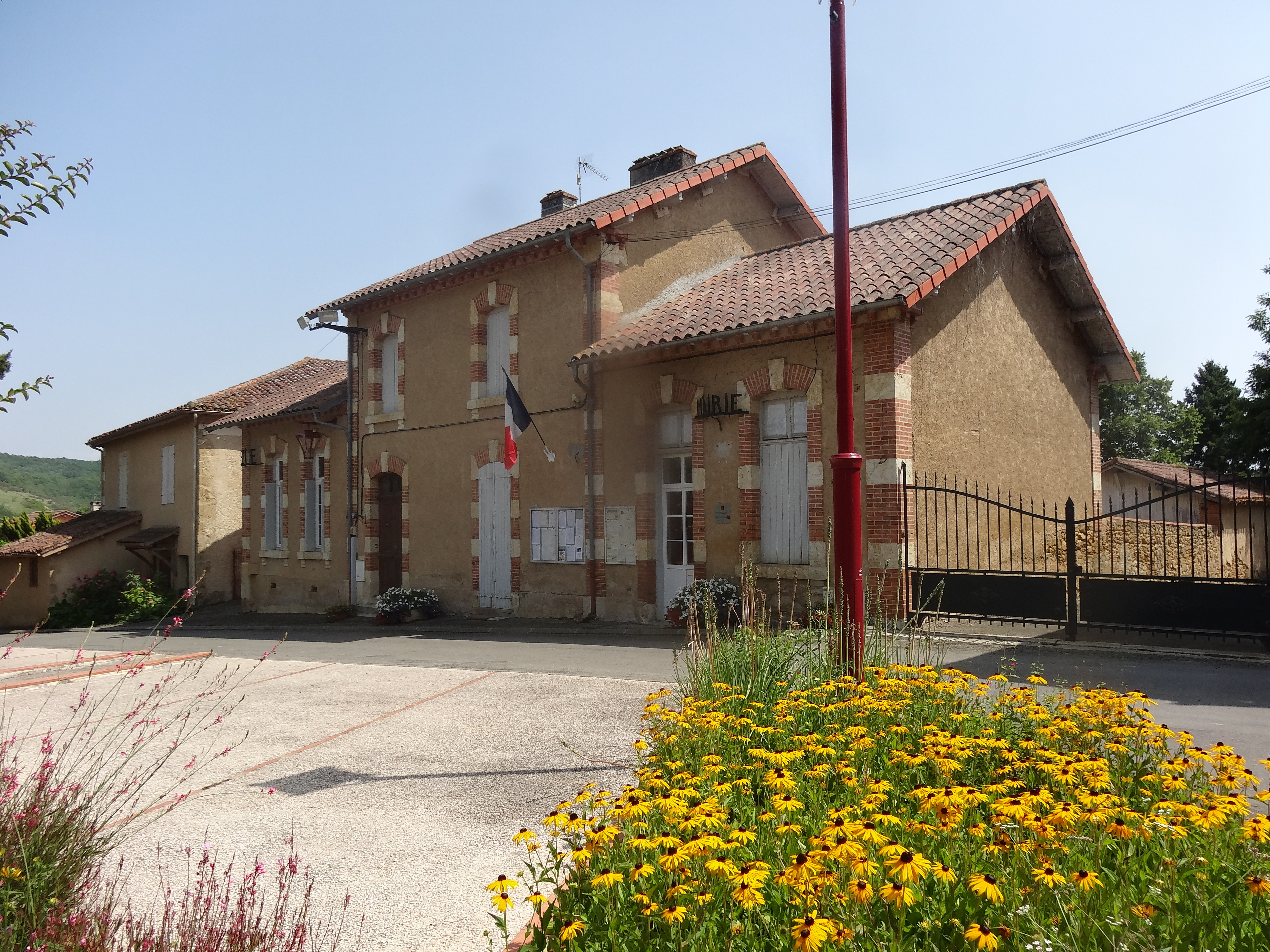
La mairie.

| Période                                  | Période  | Identité        | Étiquette | Qualité                                                   |
| ---------------------------------------- | -------- | --------------- | --------- | --------------------------------------------------------- |
| mars 2001                                | 2008     | Michel Pirès    |           |                                                           |
| mars 2008                                | 2014     | Vincent Cerès   |           |                                                           |
| mars 2014                                | En cours | Francis Dupouey | PS        | Agriculteur retraité Conseiller départemental depuis 2015 |
| Les données manquantes sont à compléter. |          |                 |           |                                                           |

### Jumelages
- Sangarrén, province de Huesca,  Espagne[21]

## Population et société

### Démographie
| 1793 | 1800 | 1806 | 1821 | 1831 | 1841 | 1846 | 1851 | 1856 |
| ---- | ---- | ---- | ---- | ---- | ---- | ---- | ---- | ---- |
| 61   | 43   | 178  | 180  | 431  | 440  | 386  | 424  | 440  |

| 1861 | 1866 | 1872 | 1876 | 1881 | 1886 | 1891 | 1896 | 1901 |
| ---- | ---- | ---- | ---- | ---- | ---- | ---- | ---- | ---- |
| 401  | 414  | 402  | 376  | 356  | 355  | 367  | 359  | 318  |

| 1906 | 1911 | 1921 | 1926 | 1931 | 1936 | 1946 | 1954 | 1962 |
| ---- | ---- | ---- | ---- | ---- | ---- | ---- | ---- | ---- |
| 310  | 279  | 240  | 238  | 233  | 212  | 225  | 208  | 183  |

| 1968 | 1975 | 1982 | 1990 | 1999 | 2004 | 2006 | 2009 | 2014 |
| ---- | ---- | ---- | ---- | ---- | ---- | ---- | ---- | ---- |
| 165  | 144  | 153  | 158  | 158  | 156  | 152  | 158  | 158  |

| 2019 | 2022 | - | - | - | - | - | - | - |
| ---- | ---- | - | - | - | - | - | - | - |
| 162  | 159  | - | - | - | - | - | - | - |

### Manifestations culturelles et festivités

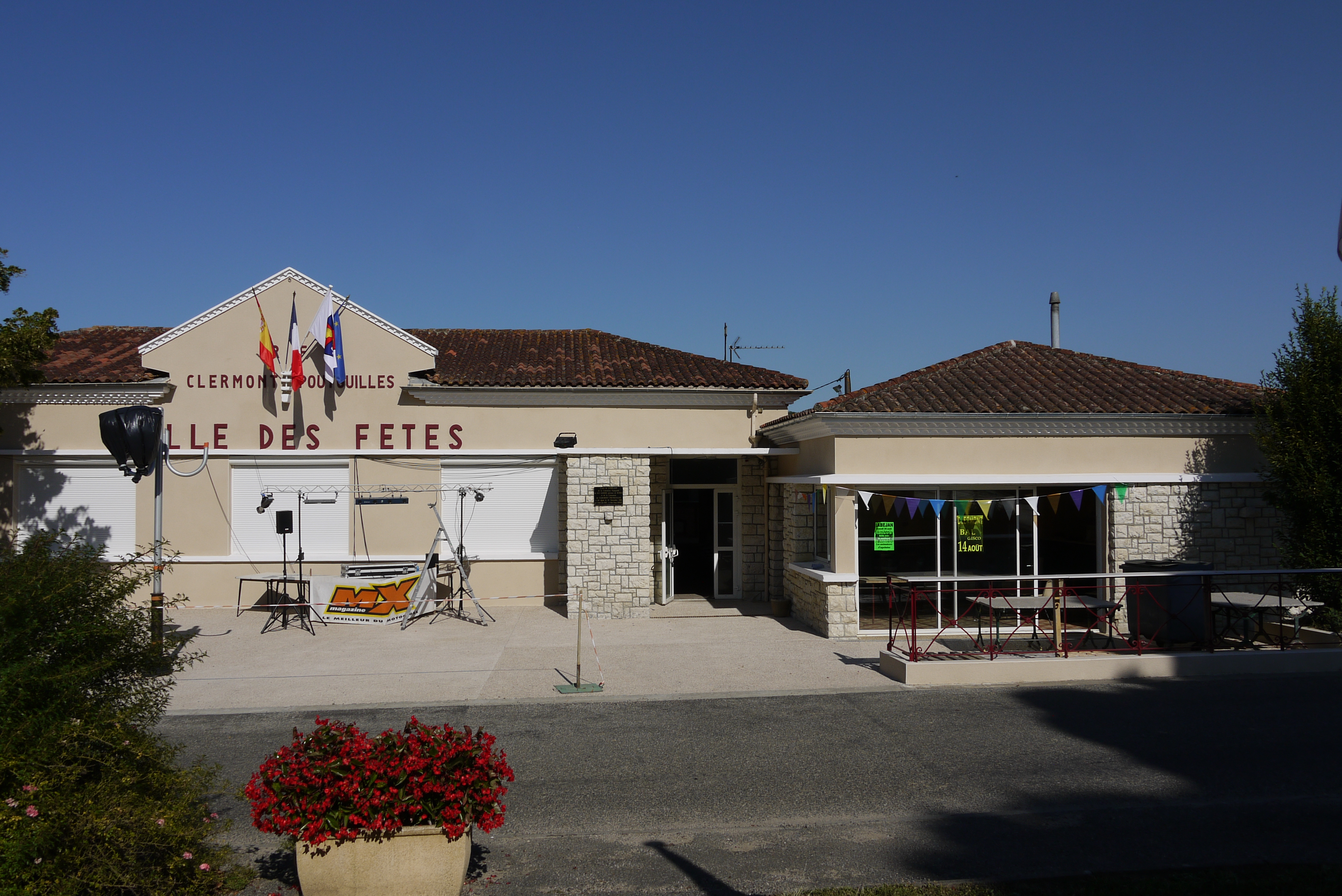
La salle des fêtes.

- Fête patronale : 15 août[26]
- Fête communale : 2e dimanche suivant Pâques[26].

## Économie

### Revenus
En 2018 (données Insee publiées en septembre 2021), la commune compte 71 ménages fiscaux, regroupant 155 personnes. La médiane du revenu disponible par unité de consommation est de 22 350 € (20 820 € dans le département).

### Emploi
|                | 2008  | 2013  | 2018  |
| -------------- | ----- | ----- | ----- |
| Commune        | 1 %   | 1,9 % | 7,3 % |
| Département    | 6,1 % | 7,5 % | 8,2 % |
| France entière | 8,3 % | 10 %  | 10 %  |

En 2018, la population âgée de 15 à 64 ans s'élève à 95 personnes, parmi lesquelles on compte 81,2 % d'actifs (74 % ayant un emploi et 7,3 % de chômeurs) et 18,7 % d'inactifs,. Depuis 2008, le taux de chômage communal (au sens du recensement) des 15-64 ans est inférieur à celui de la France et du département.
La commune fait partie de la couronne de l'aire d'attraction d'Auch, du fait qu'au moins 15 % des actifs travaillent dans le pôle,. Elle compte 28 emplois en 2018, contre 41 en 2013 et 46 en 2008. Le nombre d'actifs ayant un emploi résidant dans la commune est de 73, soit un indicateur de concentration d'emploi de 38 % et un taux d'activité parmi les 15 ans ou plus de 59,4 %.
Sur ces 73 actifs de 15 ans ou plus ayant un emploi, 24 travaillent dans la commune, soit 32 % des habitants. Pour se rendre au travail, 74,3 % des habitants utilisent un véhicule personnel ou de fonction à quatre roues, 4,1 % s'y rendent en deux-roues, à vélo ou à pied et 21,6 % n'ont pas besoin de transport (travail au domicile).

### Activités hors agriculture

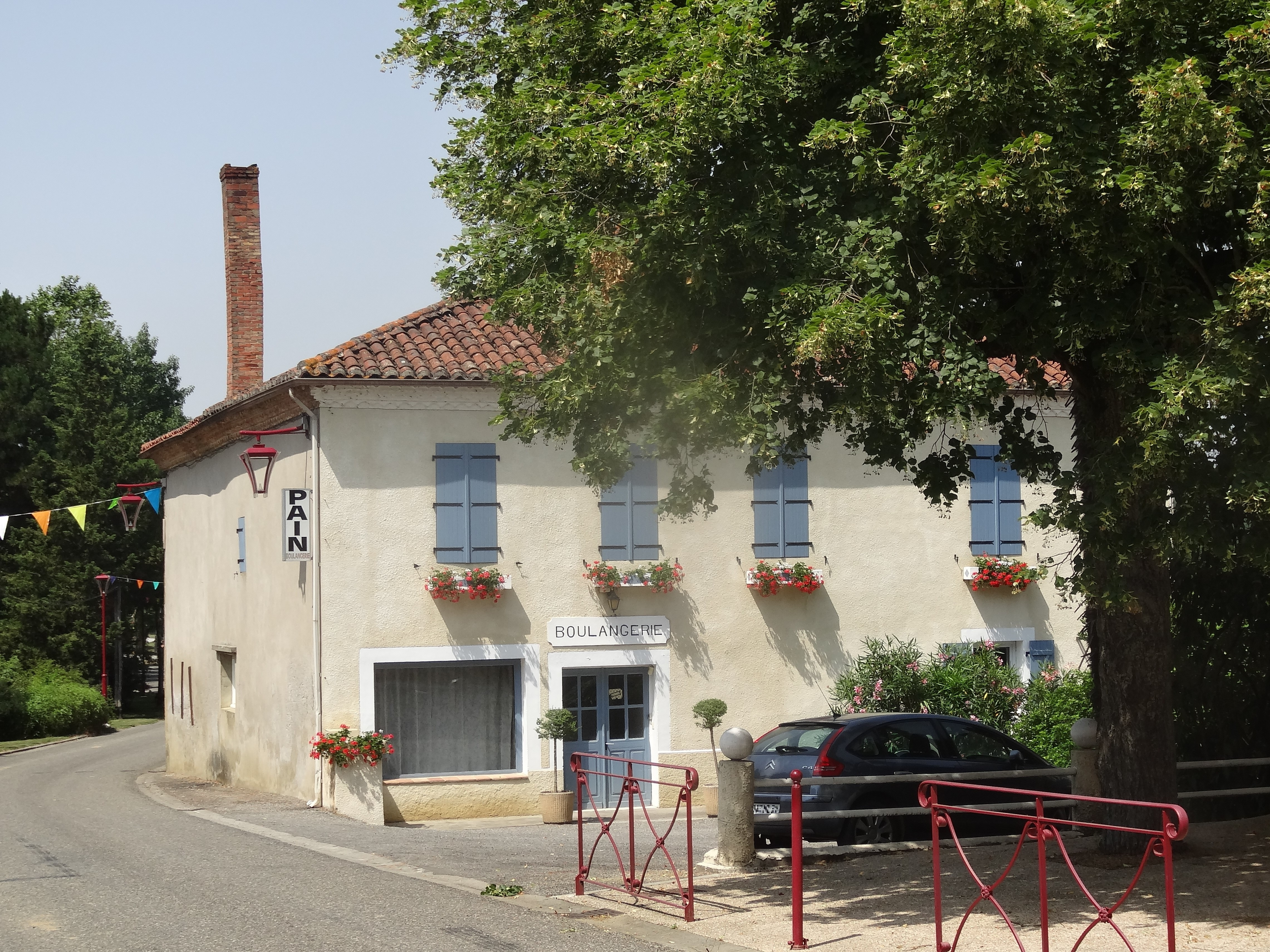
Boulangerie au village.

21 établissements sont implantés  à Clermont-Pouyguillès au 31 décembre 2019. Le tableau ci-dessous en détaille le nombre par secteur d'activité et compare les ratios avec ceux du département,.
Le secteur de l'industrie manufacturière, des industries extractives et autres est prépondérant sur la commune puisqu'il représente 38,1 % du nombre total d'établissements de la commune (8 sur les 21 entreprises implantées  à Clermont-Pouyguillès), contre 12,3 % au niveau départemental.

### Agriculture
La commune est dans l'Astarac, une petite région agricole englobant tout le Sud du départementle centre-nord du département du Gers, un quart de sa superficie, et correspond au pied de lʼéventail gascon. En 2020, l'orientation technico-économique de l'agriculture  sur la commune est la polyculture et/ou le polyélevage.
|               | 1988 | 2000  | 2010  | 2020  |
| ------------- | ---- | ----- | ----- | ----- |
| Exploitations | 23   | 19    | 16    | 14    |
| SAU (ha)      | 984  | 1 174 | 1 193 | 1 275 |

Le nombre d'exploitations agricoles en activité et ayant leur siège dans la commune est passé de 23 lors du recensement agricole de 1988  à 19 en 2000 puis à 16 en 2010 et enfin à 14 en 2020, soit une baisse de 39 % en 32 ans. Le même mouvement est observé à l'échelle du département qui a perdu pendant cette période 51 % de ses exploitations,. La surface agricole utilisée sur la commune a quant à elle augmenté, passant de 984 ha en 1988 à 1 275 ha en 2020. Parallèlement la surface agricole utilisée moyenne par exploitation a augmenté, passant de 43 à 91 ha.

## Culture locale et patrimoine

### Lieux et monuments
La commune comporte les lieux et monuments suivants, :
- Château de Clermont-Noble, chartreuse du XVIIIe siècle. Propriété privée, ne se visite pas.
- Église Saint-Sernin de Clermont-Pouyguillès, construite en 1860.

L'église Saint-Sernin
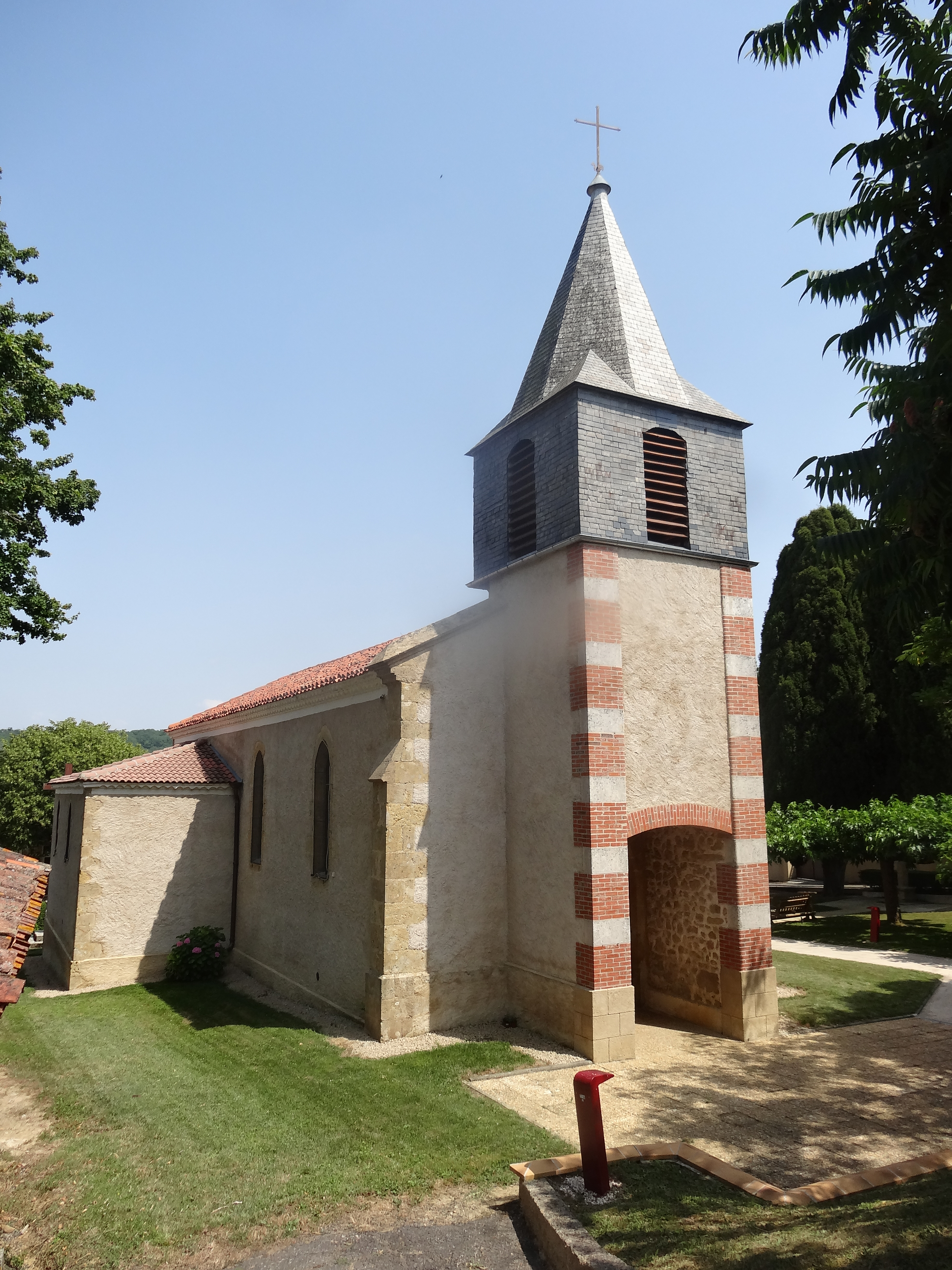
Vue d'ensemble du monument.
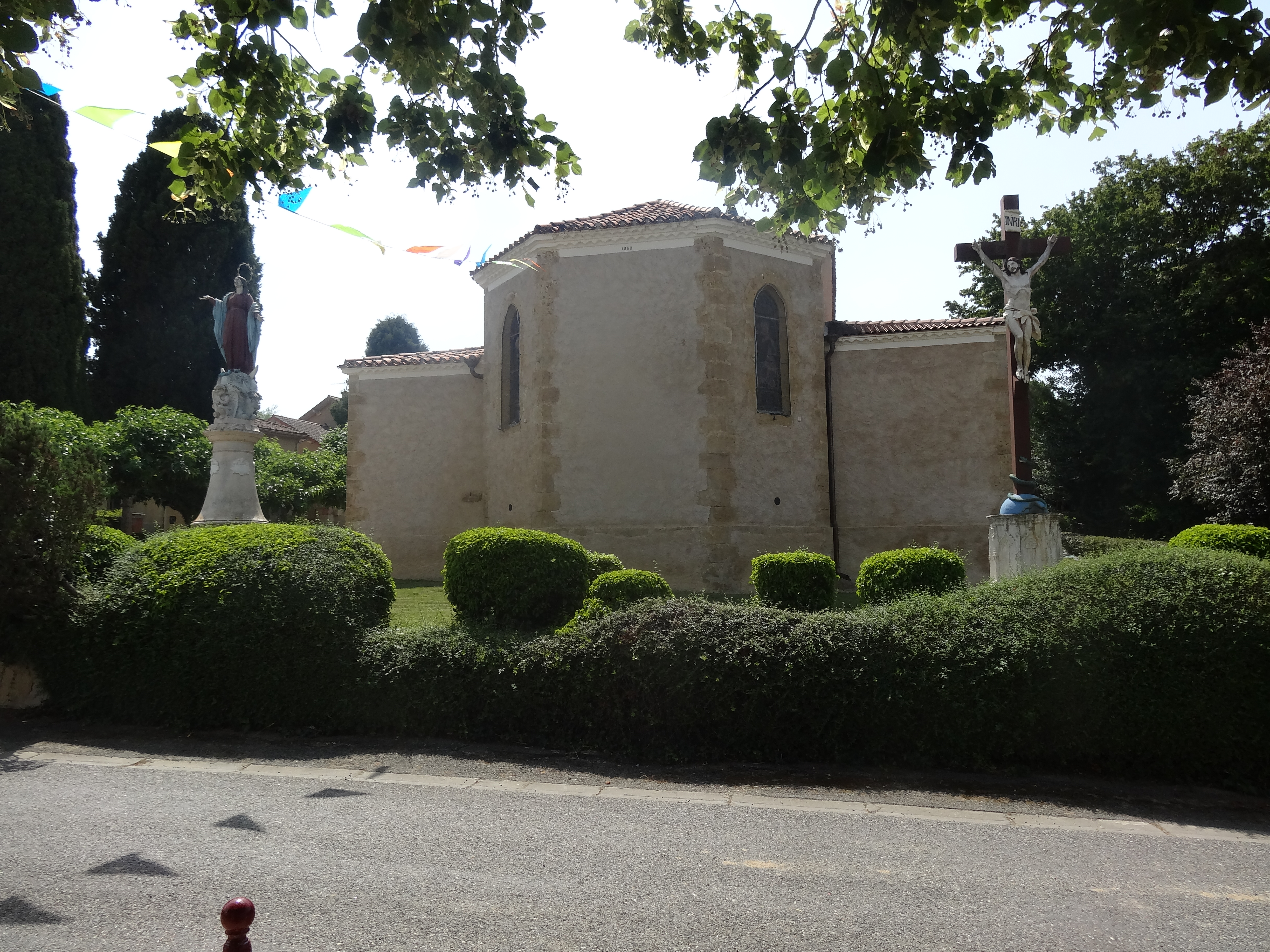
Le chevet encadré par une statue et une croix.
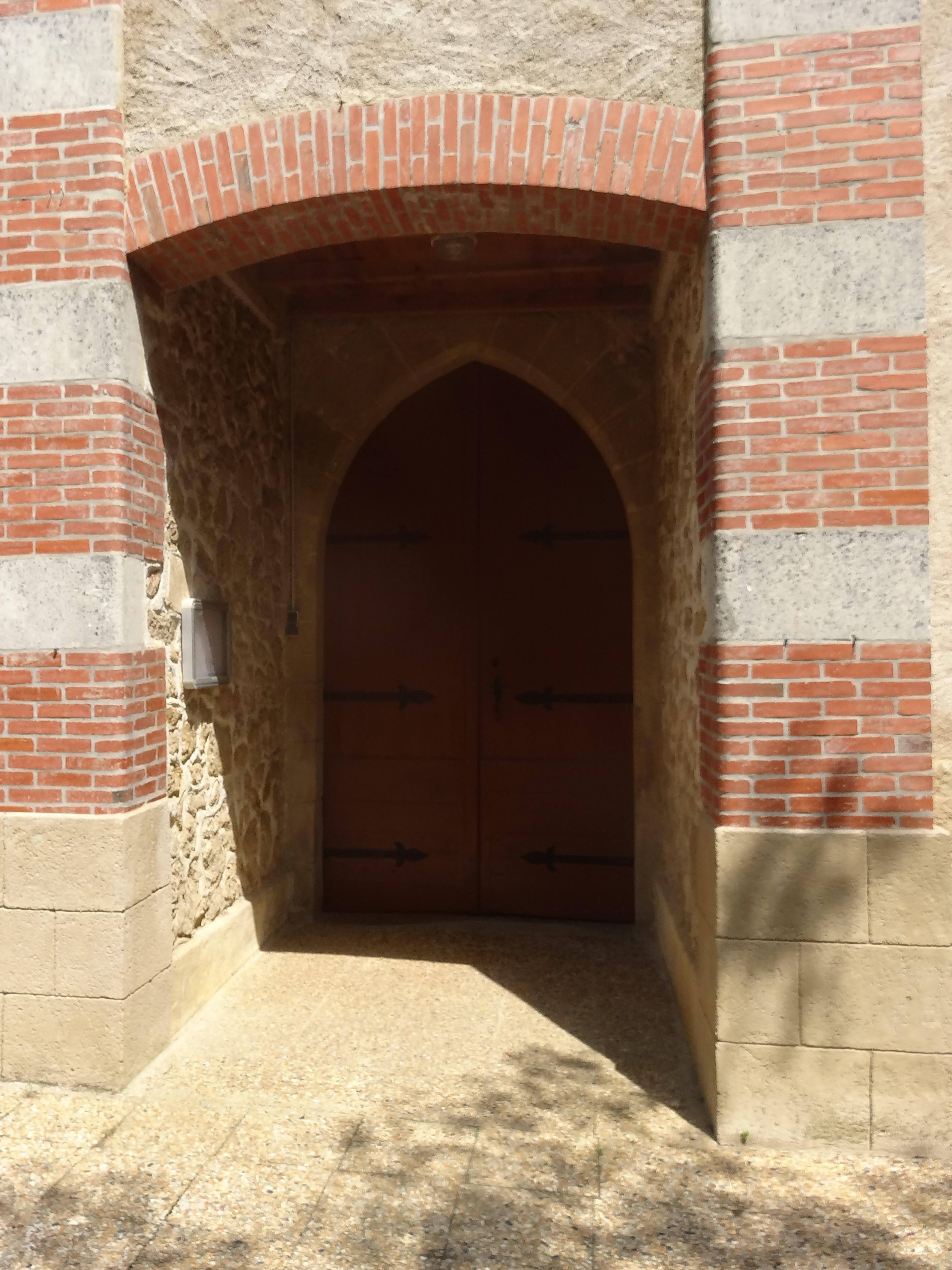
Le porche.

- Église Saint-Pierre de Noailhan, construite en 1785.

L'église Saint-Pierre
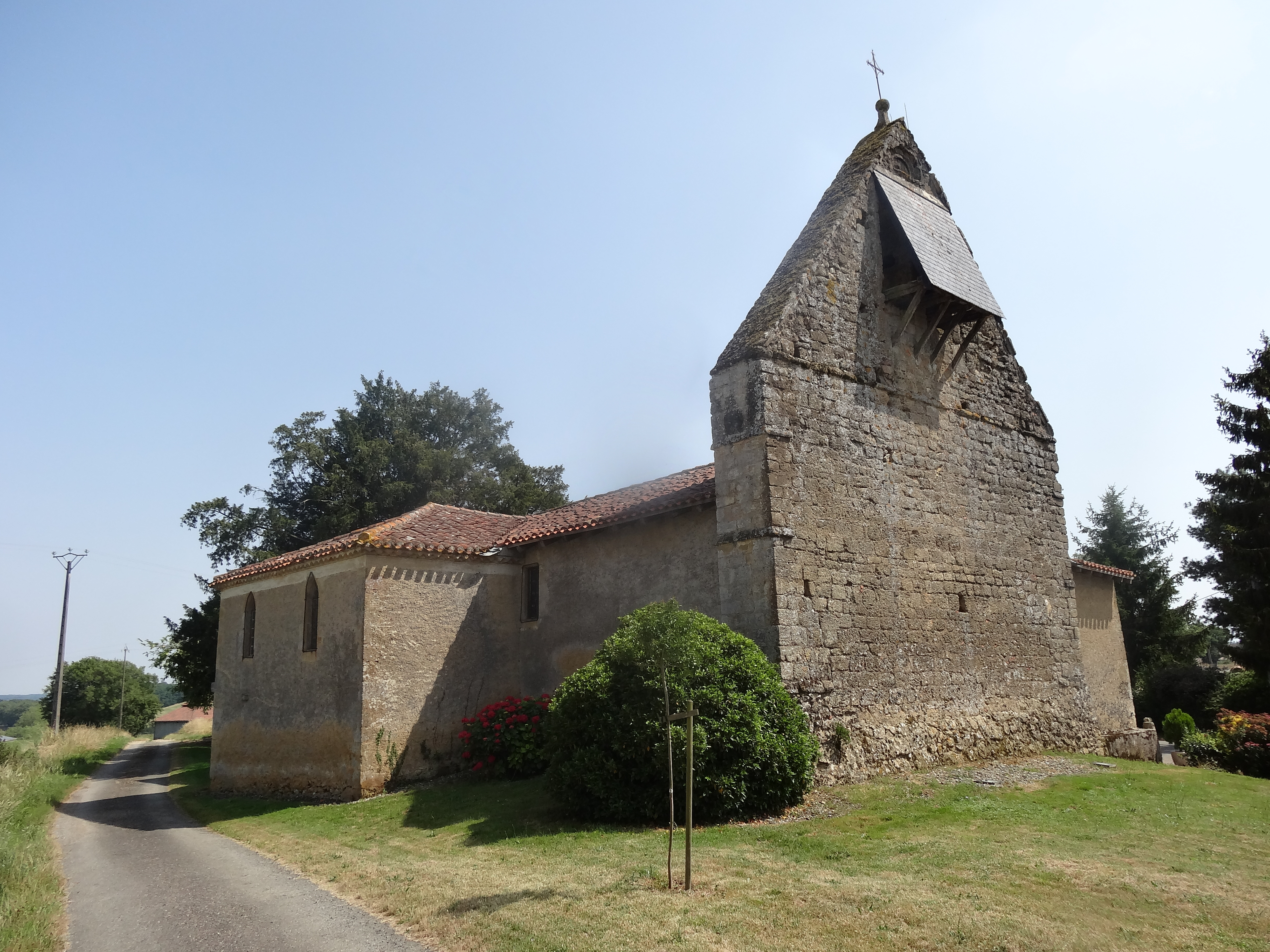
Le clocher-mur et la façade nord.
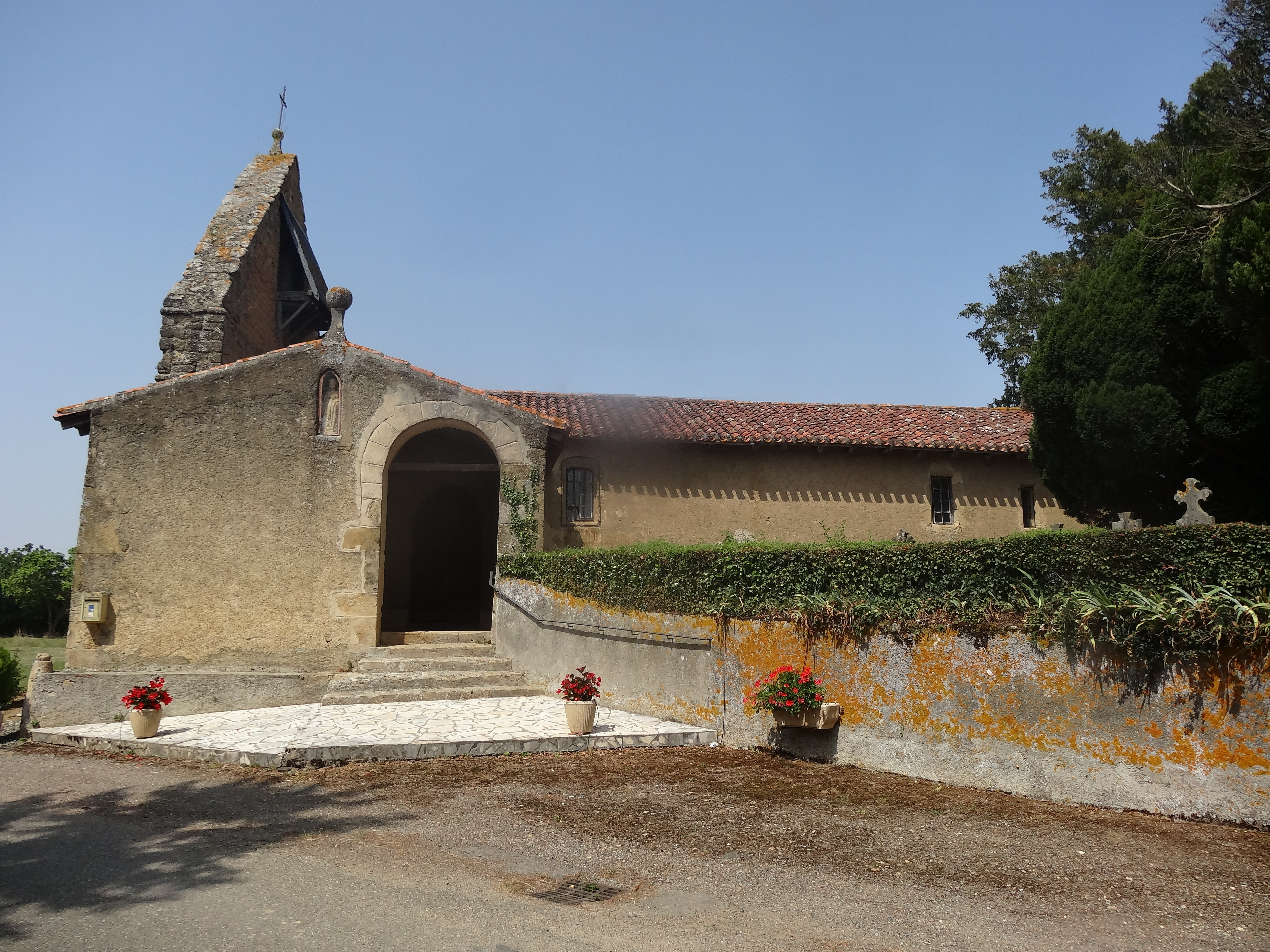
Vue sud.
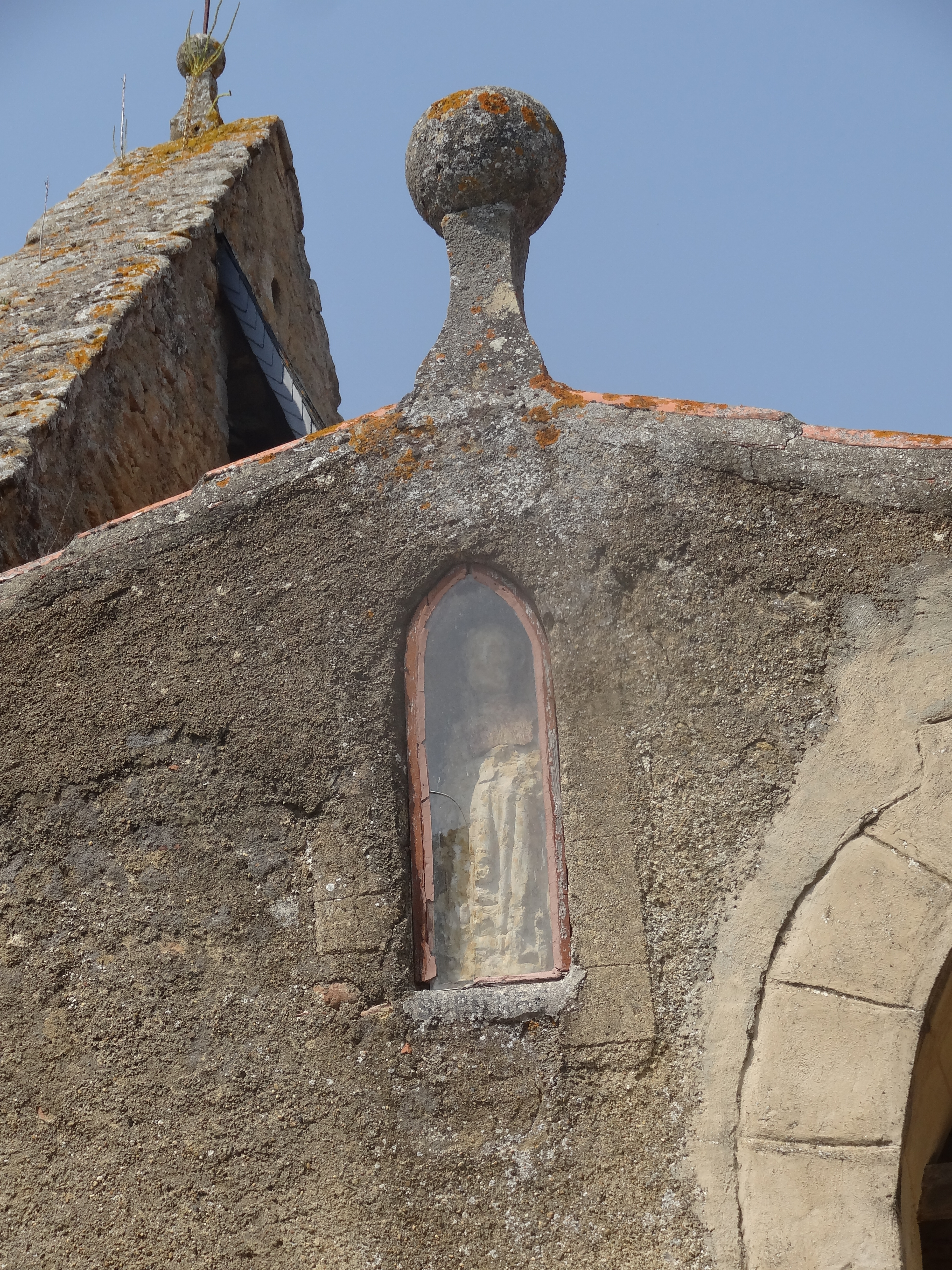
Niche extérieure.

- Hount de Sent Pe : fontaine située près de l'église Saint-Pierre et jadis objet d'un pèlerinage pour la guérison des rhumatismes.
- Motte castrale de Clermont, sur la rive droite du Sousson.

Autres lieux et monuments
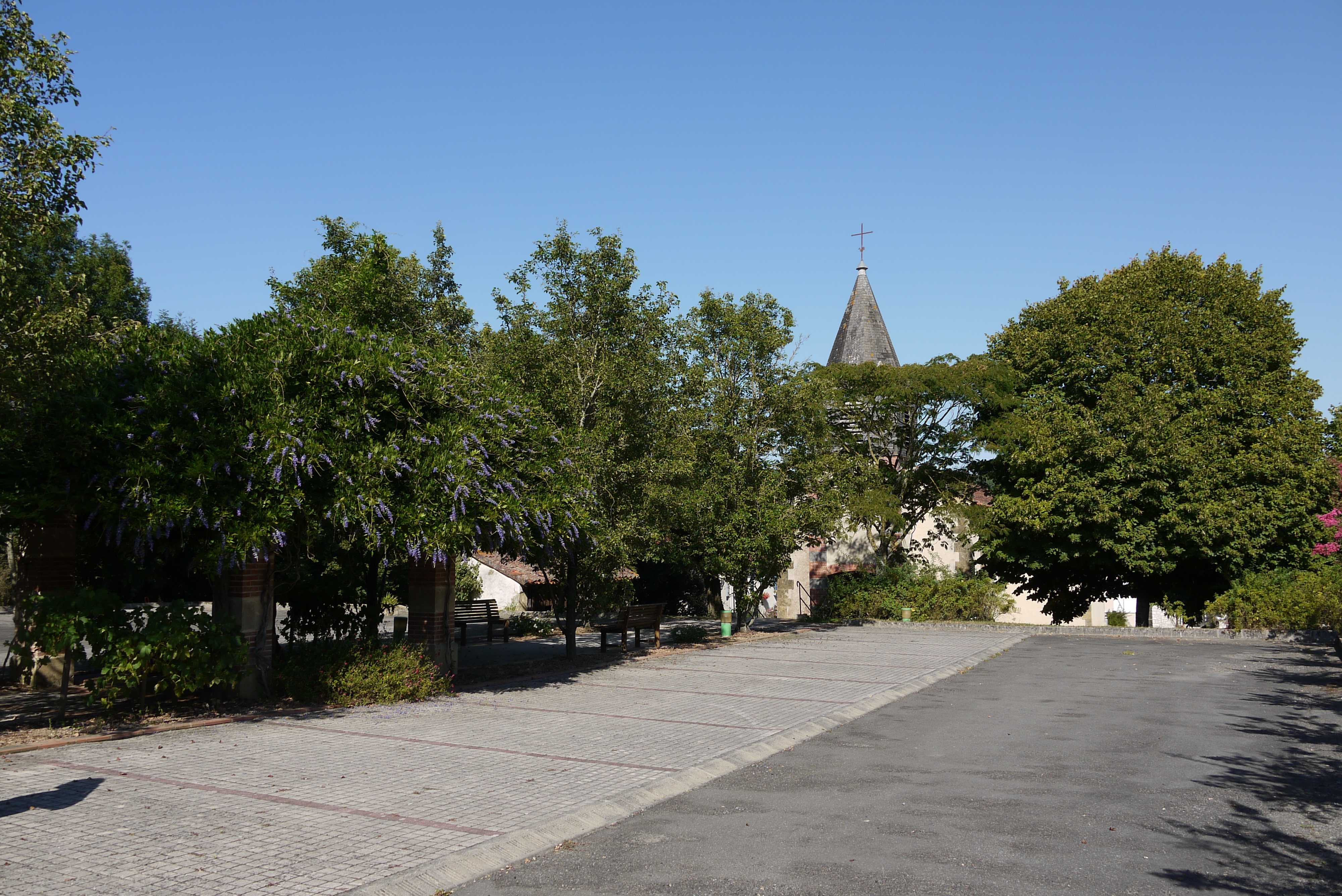
Place.
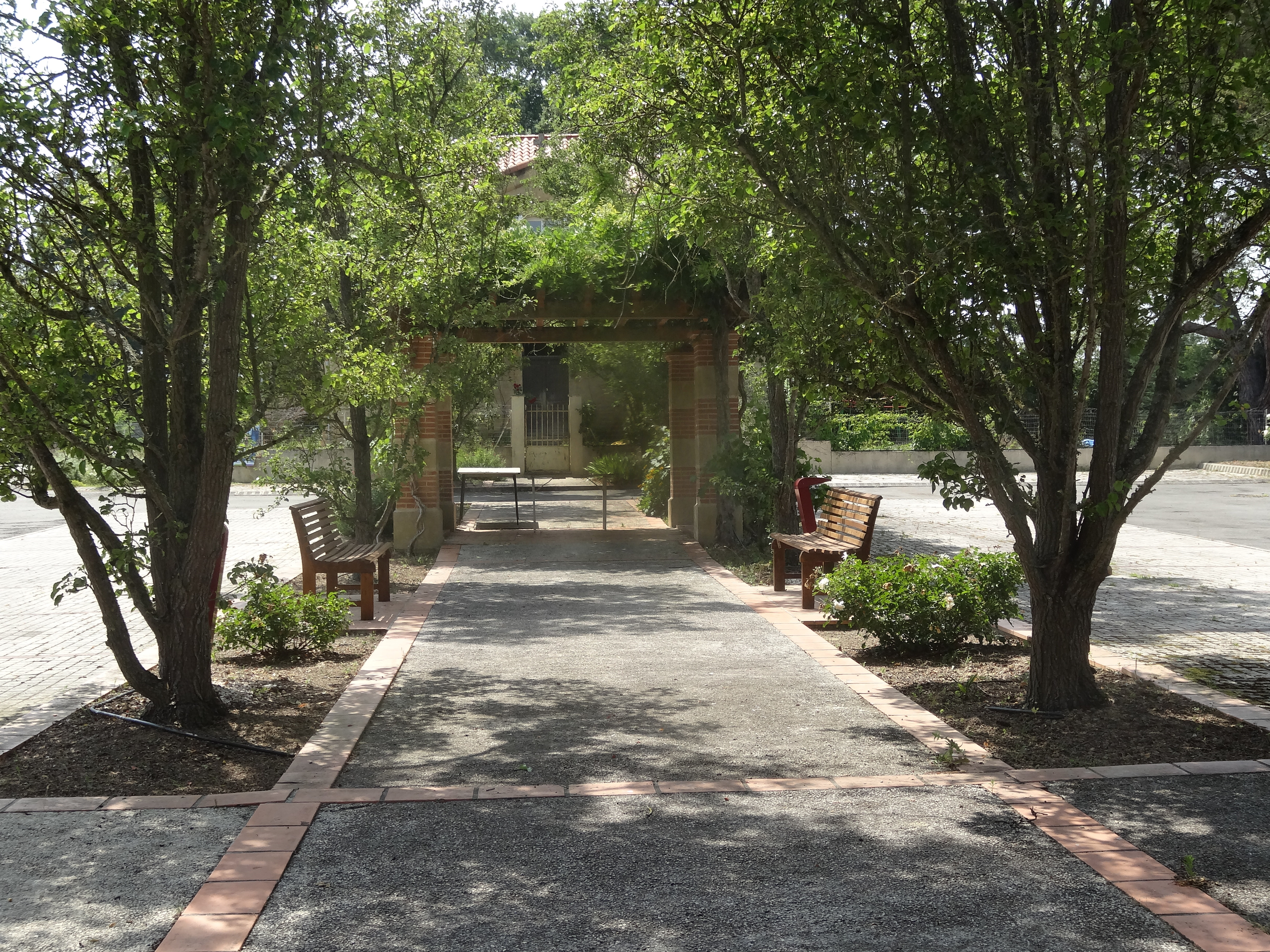
Espace aménagé.
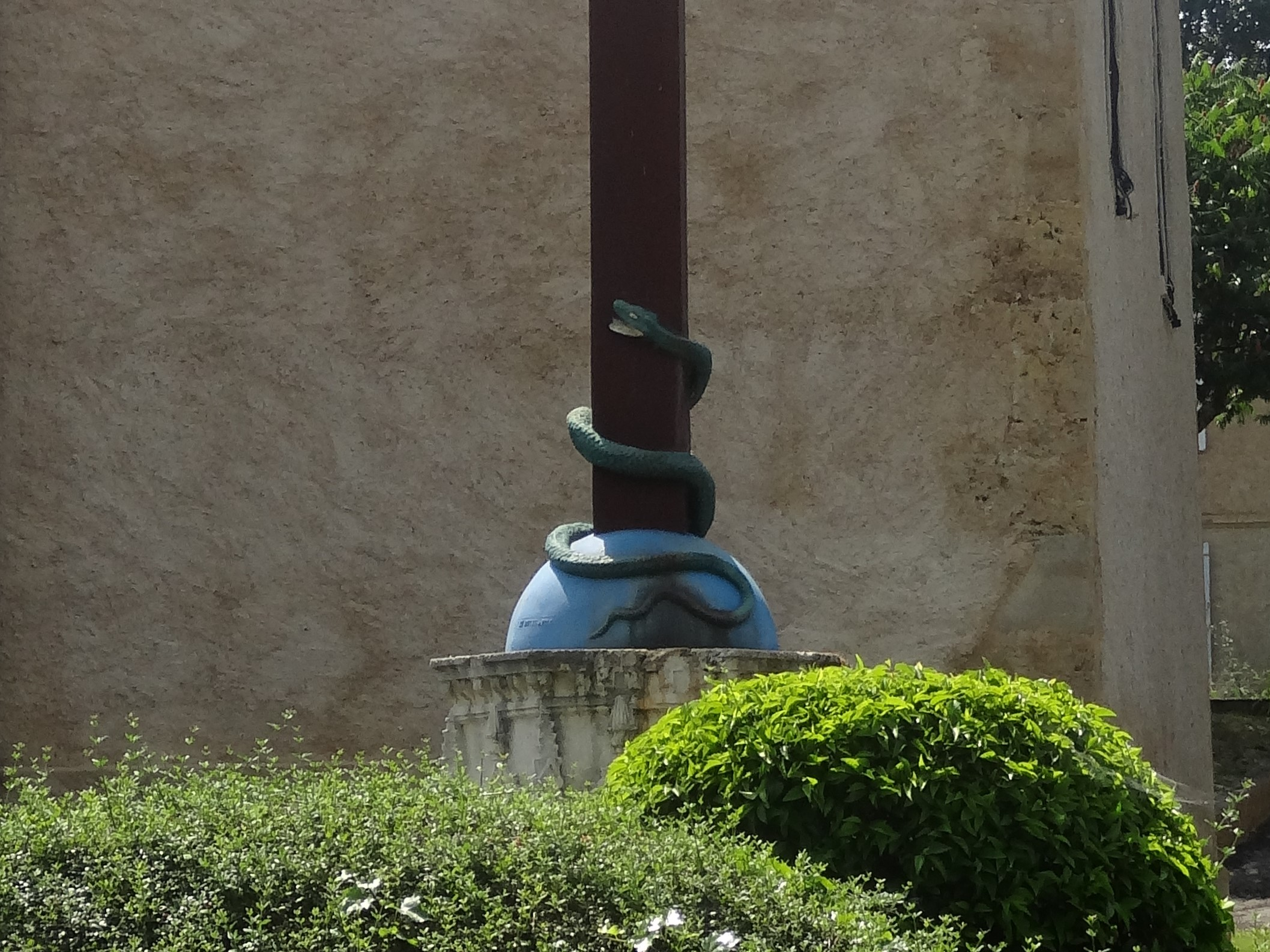
Serpent s'enroulant autour de la croix.
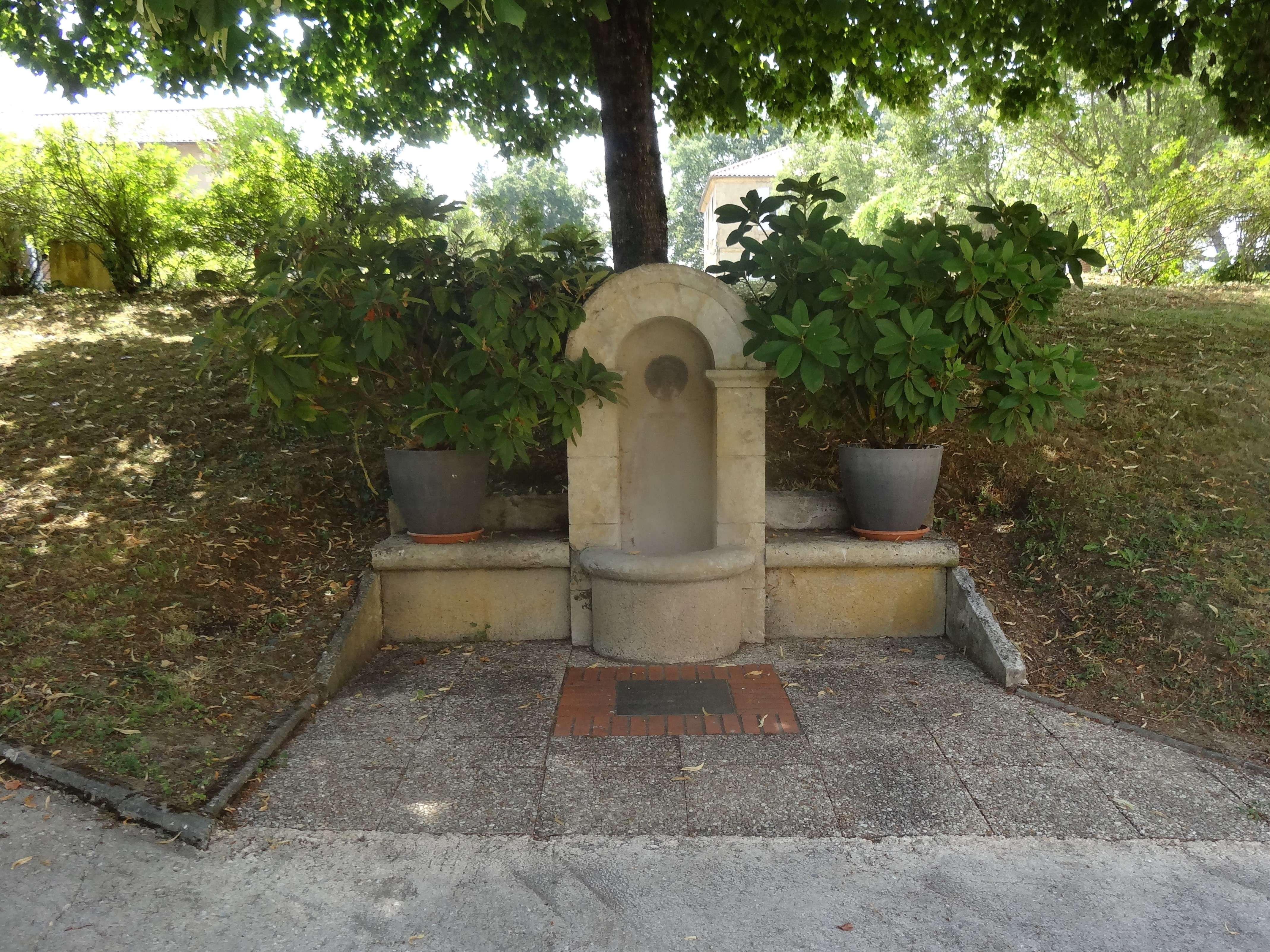
Fontaine.